# Ylimmäinen (sjö i Kuopio, Norra Savolax)
Ylimmäinen är en sjö i kommunerna Kuopio och Tuusniemi i landskapet Norra Savolax i Finland. Sjön ligger 82,3 meter över havet. Den är 5 meter djup. Arean är 35 hektar och strandlinjen är 2,42 kilometer lång. Sjön  ingår i Vuoksens huvudavrinningsområde.   Den ligger omkring 28 kilometer öster om Kuopio och omkring 350 kilometer nordöst om Helsingfors. 